# Харпун
Харпун е подобно на копие оръжие, предназначено за ловене на риба. Харпунът се използва от древни времена. Във Франция, а и на други места по света, са намерени харпуни на 16 000 години. Харпун се нарича и копието, което се изстрелва автоматично от подводните пушки.
Днес харпуните се използват предимно от водолазите за подводен риболов. Дължината на харпуна варира, но е средно около 50 сантиметра, а диаметърът на тръбата е 28 милиметра. Изработва се от неръждаема стомана.